# Australiska öppna 2021
Australiska öppna 2021 var en Grand Slam-turnering i tennis som spelades i Melbourne på Melbourne Park den 8–21 februari 2021. Tävlingen var öppen för seniorer i singel, dubbel och mixed dubbel samt för rullstolsburna i singel och dubbel. Juniortävlingen ingick inte i årets Grand Slam utan avgörs separat.

## Tävlingar
Seedning av de tävlande framgår av respektive huvudartikel nedan.

### Seniorer

#### Herrsingel
Segrare:  Novak Đoković, Serbien

#### Damsingel
Segrare:  Naomi Osaka, Japan

#### Herrdubbel
Segrare:
 Ivan Dodig /  Filip Polášek

#### Damdubbel
Segrare:
 Elise Mertens /  Aryna Sabalenka

#### Mixed dubbel
Segrare:
 Barbora Krejčíková /  Rajeev Ram

### Rullstolsburna

#### Herrsingel
Segrare:
 Joachim Gérard

#### Damsingel
Segrare:
 Diede de Groot

#### Herrdubbel
Segrare:
 Alfie Hewett /  Gordon Reid

#### Damdubbel
Segrare:
 Diede de Groot /  Aniek van Koot

#### Quad, singel
Segrare:
 Dylan Alcott

#### Quad, dubbel
Segrare:
 Dylan Alcott /  Heath Davidson